# Véhicule à assistance pneumatique
Pour les articles homonymes, voir VAP.
 (octobre 2011).
Si vous disposez d'ouvrages ou d'articles de référence ou si vous connaissez des sites web de qualité traitant du thème abordé ici, merci de compléter l'article en donnant les références utiles à sa vérifiabilité et en les liant à la section « Notes et références ».
Le Véhicule à Assistance Pneumatique ou VAP est un cycle à 2, 3 ou 4 roues, équipée d'un moteur pneumatique et d'un réservoir d'air comprimé rechargeable. Le moteur ne sert qu'à amplifier le mouvement du pédalier. Il s'agit donc d'une assistance discrète et limitée ne dénaturant pas la fonction première du cycle.

## Utilisation
Pour ce type de véhicule, un vaste marché s’est déjà développé dans le monde[réf. souhaitée].
Principalement utilisés comme taxi, ou comme moyen de transport dans les parcs de loisir, des millions[réf. souhaitée] de tricycles sont dès à présent exploités un peu partout[évasif].
De nombreux pays comme la Chine ou l’Inde sont particulièrement intéressés par des véhicules à assistance pneumatique, dont le faible coût d’achat et d’entretien ainsi que la très grande robustesse en font un moyen de transport particulièrement bien adapté.
L'assistance pneumatique est très efficace dans les montées, pour des pentes faibles et moyennes, jusqu'à 8 ou 10 %. Au-delà de 10 % de pente, ce type de véhicule présente un intérêt incontestable par rapport aux véhicules à assistance électrique (VAE) parce que sa puissance instantanée maximale est toujours suffisante.
Le VAP est intéressant pour des trajets quotidiens courts ou moyens (de 10 à 30 km), avec un dénivelé de quelques centaines de mètres. Il est idéal en particulier pour des personnes se déplaçant beaucoup en ville et souhaitant se déplacer rapidement sans trop d'efforts, ou encore pour des personnes handicapées pour lesquelles des modèles peuvent être spécialement équipés, ou simplement pour rapporter en centre-ville ses provisions d'un supermarché de proche banlieue voisine.
Il devrait être, comme les VAE, de plus en plus prisé pour des déplacements domicile-travail, notamment par les cadres et catégories socio-professionnelles supérieures : il permet d'arriver sur son lieu de travail sans trace d'effort (sueur) et de rejoindre son domicile après sa journée de travail. Le fait d'emprunter les aménagements cyclables permet en effet d'éviter les bouchons aux heures de pointe.
Le VAP constitue une alternative crédible à la plupart des cycles motorisés pour un usage urbain avec une liberté et une vitesse souvent plus importante que les transports en commun. Il est par ailleurs très économique[réf. nécessaire] et n'émet pas de gaz polluant lors de son utilisation. Il exige toutefois la production et le stockage d'air comprimé. Enfin, en France, l'assurance et l'immatriculation ne sont pas obligatoires.

## Réservoir
Sur un VAP, le réservoir se présente généralement sous forme de 1 ou 2 bonbonnes de type bouteille de plongée (5 à 19 L), qui peuvent donc être rechargées soit en magasin, soit à domicile à l'aide d'un compresseur HP.
Le poids de l'ensemble moteur/réservoir (12,5 à 25 kg) n'est pas véritablement problématique, étant donné la puissance disponible (1 500 W), avec un avantage supplémentaire : les bonbonnes supportent plus de 10 000 cycles de recharges complètes comme partielles, sans abaissement de capacité.
Le temps de charge du réservoir à domicile demande de 3 à 4 heures. Des recharges rapides en station sont possibles avec le chargeur approprié (1-3 min) et coûtent généralement entre 1 et 2 €.
Avantage par rapport aux vélos électriques : un utilisateur fait le même trajet tous les matins, à la même heure, avec les mêmes conditions de circulation et, revient le soir, il met son VAE en charge jusqu'au lendemain, au bout de plusieurs dizaines de cycles identiques, l'effet mémoire réduira nettement la puissance de la batterie pour un usage supplémentaire. Ce n'est bien évidemment pas le cas pour l'air comprimé.

## Entretien
En principe, le moteur pneumatique comme le réservoir ne demande aucune maintenance. Le moteur, sans entretien, ne nécessité aucun graissage et est insensible aux conditions d'environnement en termes de température et d'humidité.

## Législation
Le véhicule à assistance pneumatique est considéré légalement comme un cycle classique.
La directive européenne 92/61/EEC implique qu'un VAP doit notamment respecter les caractéristiques suivantes :
- le moteur doit s'arrêter dès que l'utilisateur cesse de pédaler ;
- le moteur doit s'arrêter dès que le VAP a atteint la vitesse de 25 km/h ;
- le VAP ne doit comporter aucune poignée d'accélération ou autre dispositif permettant au vélo d'avancer tout seul ;
- c'est le pédalage qui doit déclencher l'assistance.

De plus, en application de l'arrêté ministériel du 2 mai 2003, « les cycles à pédalage assisté ne sont pas soumis à une réception par la DRIRE préalablement à une utilisation routière ». Cette exemption de réception pour tout kit de montage qui respecterait cette définition ne préjuge pas du respect d'autres réglementations applicables à cette catégorie de véhicules.